# 三雲村
三雲村（みくもむら）は滋賀県甲賀郡にあった村。現在の湖南市の南部、野洲川左岸のうち草津線・石部駅の周辺を除いた区域にあたる。

## 概要
滋賀県南部のほぼ中間、甲賀郡の西部に位置した。村の北は野洲川を挟んで岩根村に面し、南は阿星山などの山々が連なる農村地帯であった。村の中心は大字三雲であり、町村制の施行による三雲村が発足したのと同じ年（1889年,明治22年）の12月15日に草津線の三雲駅が開業した。

## 地理
- 山岳：美松山、阿星山、大納言、烏ヶ嶽
- 河川：野洲川

## 歴史
1872年（明治5年）4月7日、当時の戸籍法に基づいた区の設置により石部村・東寺村・西寺村・柑子袋村・平松村・針村・夏見村・吉永村・三雲村・岩根村・朝国村・菩提寺村・正福寺村の13村が甲賀郡第1区となった。甲賀郡には第10区まで置かれた。滋賀県では戸籍法による区の設置後も町村の機能を残して行政運営を行っていた。
1878年（明治11年）には戸籍法制定時に設けた区を廃止。翌年の1879年（明治12年）5月16日、町村を行政組織の末端と規定する郡区町村編制法が施行。1885年（明治18年）7月1日、「連合戸長役場」が三雲村に設置され、柑子袋村・平松村・針村・夏見村・吉永村・三雲村を管轄した。1889年（明治22年）4月1日の町村制施行時には6村の区域をもって本村が発足した。
1941年（昭和16年）には、戦時政策として、本村の一部（柑子袋・平松・針）と石部町および岩根村の一部（菩提寺・正福寺）の合併が検討されたが実現しなかった。1953年（昭和28年）に市町村合併促進法が制定され、県甲賀地方事務所は、本村と石部町・岩根村・下田村の4町村の合併を提案したが、下田村は中学校建設問題、蒲生郡苗村・鏡山村との合併が視野にあることを理由に脱退した。また、石部町が新町名に石部町、仮庁舎・本庁舎とも石部を主張したのに対し、本村と岩根村は役場位置を3町村の中間地点に置くべきと主張して議論は平行線をたどり、三雲村・岩根村の2村が1955年（昭和30年）4月10日に合併して甲西町となった。

### 沿革
- 1889年（明治22年）4月1日 - 町村制の施行により、柑子袋村・平松村・針村・夏見村・吉永村・三雲村の区域をもって発足。
- 1955年（昭和30年）4月10日 - 岩根村と合併して甲西町が発足。同日三雲村廃止。

## 交通

### 鉄道路線
- 日本国有鉄道
  - 草津線
    - 三雲駅

現在は旧村域に甲西駅が所在するが、当時は未開業。

### 道路
- 国道1号